# Zamora Fútbol Club
El Zamora Fútbol Club es un club de fútbol profesional venezolano con sede en Barinas, estado Barinas. Actualmente juega en la Primera División de Venezuela y disputa sus partidos como local en el Estadio Agustín Tovar
Fundado el 21 de agosto de 2002, tras la desaparición del Club Atlético Zamora, inició en 2002 su andar en la categoría de plata, que sirvió como punto de partida para regresar a la máxima categoría del fútbol venezolano. Los colores que identifican al club son el blanco y el negro, y su nombre es en honor al caudillo venezolano Ezequiel Zamora, protagonista de la Guerra Federal.
Obtuvo 4 campeonatos absolutos de Primera División: 2012-13, 2013-14, 2016, y 2018, lo que lo convirtió en "El Club de la Década".[cita requerida]

## Historia

### Antecedentes
En 1972, Lindolfo Villafañe formó el equipo Pantera Hípicas aunque anteriormente se llamó el Atlético LiVi (de Lindolfo Villafañe) iniciativa que tomó fuerza en el Estado Barinas y posteriormente junto al ingeniero barinés Jesúz Mazzei y el odontólogo margariteño Julio Figueroa impulsaron al equipo que posteriormente se llamó Atlético Zamora. El nombre es en honor a Ezequiel Zamora, prócer venezolano a quién Lindolfo tenía especial admiración y que posteriormente Lindolfo llamará “Zamoranidad”, principios que adoptará también más adelante el Zamora FC. 
Luego de 1999, cuando el Atlético Zamora se retiró por problemas económicos, pero siempre se tuvo en mente recuperar el equipo, finalmente diversos factores pudieron refundar el Zamora FC, un club con toda la esencia del Atlético Zamora, es decir, los mismos colores, la misma sede y rescatando parte del nombre con la figura de Ezequiel Zamora.

### Inicios
Fue en el año 2002, cuando el Alcalde del municipio Barinas, Julio César Reyes, logró ese mismo año por medio de recursos del estado, adquirir la franquicia del Atlético San Cristóbal en la Segunda División de nuestro balompié, refundarlo para llamarse hoy en día Zamora Fútbol Club. Para el 2002 con el renacimiento del equipo barinés, comenzaba su andar en la Segunda División con un plantel que estuvo conformado principalmente por la selección de fútbol del estado Barinas, que había obtenido el bronce en los Juegos Nacionales. El primer técnico en asumir las riendas de esta nueva franquicia, fue Julio "La Gambeta" Quintero (último capitán de Atlético Zamora), acompañado de Alfredo Acuña como asistente técnico.
En 2005 el Alcalde de Barinas, realizó una gran inversión trayendo a un nuevo estratega, el tachirense Darío Martínez, que trajo consigo una gran cantidad de jugadores jóvenes de todas las latitudes de Venezuela, con la finalidad de alcanzar el anhelado ascenso a la máxima categoría del fútbol criollo. Para el 2006 comenzó la gesta que llevó el equipo al ascenso a la Primera División luego de un irregular Apertura 2005, Zamora terminó subcampeón y junto con Portuguesa, ascendieron a Primera.
Barinas comenzó una nueva temporada donde volvía a respirar el fútbol de Primera División, luego de ocho años de ausencia. Sin una sede para jugar debido a las remodelaciones que vivía el estadio “La Carolina” producto de la Copa América Venezuela 2007, donde la ciudad marquesa era sede.
El Estadio Rogelio Matos de Socopó se convirtió una vez más en el búnker de Zamora FC, mismo estadio que vio lograr el ascenso. El retorno a la Primera no pesó, pues el debutante barinés en las primeras jornadas logró sumar. Acumulando dos empates ante los dos equipos más poderosos de la época, Unión Atlético Maracaibo y Caracas Fútbol Club y solo encajando una derrota ante el Portuguesa FC, todos como visitante. El primer triunfo llegó para la cuarta fecha ante el Monagas Sport Club, en un Apertura donde se terminó en la quinta posición con 5 ganados, 8 empates y 5 derrotas; sumando 23 puntos.
Para el segundo semestre, Zamora cerró el Clausura 2007 llegando en la última jornada con opciones matemáticas de clasificar a la Fase previa de la Copa Libertadores. En el último encuentro del torneo, el blanquinegro enfrentó a Mineros de Guayana que terminó derrotando a la “Furia Llanera” en el estadio Rogelio Matos. Con la derrota, pese a no clasificar a los barineses a la Libertadores, terminó con un merecido boleto para participar en la Copa Sudamericana 2007, destacando un gran año tras su retorno a Primera. En sus filas, tuvo al segundo máximo goleador del torneo, Alex Sinisterra
Zamora debía afrontar un inicio de temporada donde destacaba su primera incursión internacional. Cuatro derrotas, dos de ellas en Copa Sudamericana ante C.D. Olmedo de Ecuador, llevaron a la destitución del histórico técnico Darío Martínez.
En septiembre asumió las riendas del blanquinegro el abogado Nelson Carrero, quien trajo como asistente técnico a Eduardo Saragó, cosechando un Torneo Apertura regular que le permitió al blanquinegro ocupar los primeros cinco puestos de la tabla. Para el Clausura 2008, Carrero atravesó problemas personales que lo alejaron del banquillo zamorano. El sustituto fue Eduardo Saragó, que a pesar de su juventud la directiva le brindó su confianza para asumir el timonel, con apenas 26 años el nuevo DT se convirtió en el técnico más joven en la Primera División de Venezuela. Si bien en esa temporada Zamora no pudo alcanzar ningún logro deportivo, ni ninguna clasificación internacional, el joven entrenador logró vencer 2-0 el 27 de abril al Deportivo Táchira, en un estadio “La Carolina” que estaba a reventar, con el llenazo que se vivió en todo el feudo barinés luego de vencer a su histórico rival, además de quitarle el invicto que ostentaban.
La “Furia llanera” inició un nuevo periodo de transición, el destacado estratega Eduardo Saragó no entró en los planes y junto con un grupo de jugadores que no continuaron dentro de la institución, Zamora le tocó armar un nuevo plantel. El nuevo técnico en llegar fue un conocido de la casa, Darío Martínez, quien comenzaría un nuevo ciclo en Zamora. Con él llegó una gran cantidad de jugadores para apuntar a una temporada que volvería a colocar a Barinas en la palestra internacional.
En el Apertura 2008 se consiguió sumar ocho triunfos, misma cantidad que se logró obtener para el Clausura 2009, donde además Zamora por primera vez mantuvo aspiraciones de quedar campeón de un torneo semestral, pero dos empates sin goles en los últimos partidos que se disputaron en Barinas ante Deportivo Anzoátegui y Llaneros de Guanare, desinflaron las aspiraciones en el blanquinegro. Al final no todo fue malo, pues la “Furia Llanera” logró clasificarse de manera extraña a la Copa Sudamericana 2009.
Ese final de Clausura tuvo una particularidad que quizás nunca se había presenciado dentro del amplio mundo del fútbol, ya que Zamora para poder obtener su boleto a la Sudamericana de ese año, debía perder su compromiso en la última jornada ante Caracas F.C.. Tres equipos, Deportivo Táchira con 35 puntos, Caracas con 34 y Estudiantes de Mérida con 32, llegaron a ese torneo con aspiraciones de titularse campeón. Dos eran los escenarios donde se promulgaría el triunfador, mientras que los ojos a nivel nacional estaban puestos en el estadio “La Carolina” y el de Pueblo Nuevo de San Cristóbal, con oncenas que salieron a la lucha de obtener cada uno sus intereses. La “Furia Llanera” empezó de manera inexplicable ganando con un gol de Orlando Cordero, que en una jugada seguida Zamora tuvo la de aumentar su ventaja, pero en el partido que se disputaba a la misma hora en San Cristóbal, se informaba que Estudiantes iba ganando de manera parcial 3-2, lo que dejaba al blanquinegro fuera del torneo internacional. Cuando mejor jugaba Zamora y donde parecía que el 2-0 cada vez estaba más cerca, los jugadores barineses frenaron el ataque, y Caracas igualó el encuentro para luego aumentar las diferencias y al final liquidar el partido con un contundente 1-3, derrota que al final fue siempre la que necesitó la “Furia” para clasificarse a la Sudamericana. Mientras que “Los Rojos del Ávila” con ese triunfo se coronaron campeones del Clausura debido al empate 3-3 que registraron Estudiantes y Táchira.
Darío Martínez volvió a disputar otro torneo internacional con el blanquinegro. El rival era por segunda vez ecuatoriano, el Club Sport Emelec de Guayaquil. El partido de ida se disputó en Barinas con resultado adverso ya que el conjunto eléctrico en el último minuto del partido anotó el 0-1 que les daba la ventaja para el encuentro de vuelta que se disputaría en el Estadio George Capwell de Ecuador. Zamora parecía capaz de remontar, muestra de ello fue el gol de tiro libre que ejecutó Giovanni Pérez que iguala el global. Al final los locales remontaron el resultado y terminaron clasificando de ronda, dejando por segunda edición al conjunto barinés, fuera en la primera fase.
En ese Apertura 2009 una escandalosa derrota de 6-0 que le propinó Estudiantes al blanquinegro, produjo un cambio de estratega y Martínez se despedía por segunda ocasión del banquillo zamorano. El reemplazo venía de Mérida, el nuevo D.T. era José de Jesús Vera, quien junto a Juan Carlos Babío y el retirado goleador de La Vinotinto, Ruberth Morán, conformarían un nuevo periodo dentro del Zamora, dirigiendo los últimos siete encuentros de ese Apertura. Para el Clausura 2010, se comenzó perdiendo de visitante ante el Deportivo Italia 2-1 con un gol recibido en los últimos minutos anotado por Gaby Urdaneta. Luego el equipo se metió en una excelente racha positiva de 10 encuentros sin conocer la derrota que le permitió estar en los puestos de vanguardia pero en lo último el conjunto volvió a desentonar, incluyendo una goleada en Caracas ante el rojo de la capital y perdió toda aspiración de campeonato, convirtiendo a Zamora como un rutinario contendor de los torneos Clausuras.

### El ajedrez de Chuy Vera (2010 - 2011)
La temporada 2010-2011 comenzó con un Apertura donde la “Furia” registró su peor campeonato, ubicándose en puestos de descenso. Terminó penúltimo de mencionado torneo pero de manera irónica llegó a la final de Copa Venezuela en ese mismo semestre, que para la prensa y personalidades del fútbol nacional se convirtió en algo poco usual. Zamora siguió avanzando en el torneo copero al dejar en el camino a Llaneros EF y Lara FC, pero aun en el Apertura no se ganaba el primer encuentro lo que empezaba a prender las alarmas dentro de la institución, pero que a la vez se estaba gestando una excelente actuación en Copa. Llegó la jornada ocho que se jugaba ante el Atlético El Vigía, donde por fin se pudo conocer el sabor de la victoria, con goles de Ronald Giraldo y del colombiano Jonathan Copete. Zamora terminó enfocado en Copa Venezuela y llegó a la final luego de eliminar en cuartos al Caracas venciéndolo por partida doble, en la ida disputada en Caracas 1-2 y la vuelta jugada en Barinas 1-0. En semifinales, la víctima fue Carabobo Fútbol Club, la ida se jugó en Barinas con triunfo local de 1-0, mientras que en la vuelta los carabobeños respetaron su casa y ganaron con el mismo marcador, para decidir el pase a la final por la vía de los penales que terminaron beneficiando al Zamora, que consiguió el boleto a la finalísima donde se vería las caras con Trujillanos en partidos de ida y vuelta, comenzando en condición de visitantes.
El dramatismo persistía, mientras que por un lado se había clasificado a la final de Copa, del otro costado se sufría por abandonar los puestos de descenso. La ida disputada en la ciudad de Valera, donde “Guerreros” y barineses terminaron empatando sin goles dejando todo servido para el encuentro vuelta que se jugaría siete días después, específicamente un 8 de diciembre del 2010. Los visitantes abrieron la brecha a los 32 de la primera parte, lo que obligaba al blanquinegro en ir por la remontada. El barinés Richard Badillo puso a gritar las 25.000 almas que hacían presente en “LaCarolina” al anotar el empate al 81. A cinco minutos para el final, la “Furia Llanera” tuvo el título en sus manos y fue arrebatado de manera instantánea, luego de una jugada donde el asistente en complicidad del principal, que de manera inexplicable el árbitro central anuló un autogol de Rolando Álvarez que le daba la copa a Zamora. Aún se desconoce el motivo por el cual fue anulado el tanto y dejar sin copa a la ciudad de Barinas. Con un cierre de año ubicados en el penúltimo puesto y con las manos vacías luego de quedarse sin Copa Venezuela, empezó el recorrido de un campeonato que para sorpresa de muchos, se pintaría de blanco y negro.
Como dicen muchos en Venezuela… “El que ríe de último, ríe mejor”. Eso mismo le pasó al blanquinegro para el Clausura 2011, fue el despertar de un equipo que deleitó a muchos fanáticos y amantes del fútbol con su juego exquisito, de toques en corto, que siempre iba a la ofensiva y realizaba ese llamado estilo del “tiki-taka” que nunca se había visto en un equipo venezolano.
En el Clausura sumaron 13 triunfos, nueve de ellos de manera consecutiva. Ascendieron 16 puestos luego de estar en la penúltima casilla. Solo se recibió 10 goles en contra, cuatro de ellos en los últimos 12 encuentros. El tridente más temible del campeonato eran los zamoranos Jesús Meza, Jonathan Copete y Juan Vélez, quienes entre los tres anotaron 26 de los 37 goles. Zamora llegó a la última fecha como el principal candidato a obtener el torneo semestral, enfrentando al Caracas Fútbol Club en la capital, donde hicieron presencia unos 2500 simpatizantes zamoranos. Con noventa minutos de vida o muerte donde el empate le bastaba a la “Furia” para quedar campeón mientras que los “Rojos del Ávila” solo les servía el triunfo si querían bañarse de gloria. ¿El resultado?, victoria de 0-1 para el blanquinegro que por primera vez lograba consagrarse como campeón del Torneo Clausura. El autor del gol fue Copete, quien al 71 realizó una galopada partiéndole en el borde del área, la cintura a un adversario y con un potente disparo mandar el balón al segundo palo del pórtico caraqueño y así anotar el único tanto que llenaba de lágrimas de alegría a todos los zamoranos.
El haber obtenido el Clausura, le permitió al blanquinegro clasificar de manera directa a la Copa Libertadores 2012, y de igual forma pasar a la final absoluta donde enfrentaría al campeón del Apertura 2010, el Deportivo Táchira. La ida se jugó en Barinas “a casa llena”, era la primera vez en la historia que Zamora disputaba dos finales en una misma temporada, llegando a la de Copa Venezuela y Absoluta. Táchira se valió de su experiencia y ganó 0-1 en la ida el 22 de mayo de 2011. La vuelta se disputó siete días después en el estadio de Pueblo Nuevo, terminando en empate a cero lo que favoreció a los aurinegros para llevarse el campeonato absoluto. Con esto el equipo había cosechado una campaña completa que para muchos fue sorprendente al alcanzar la final de Copa y de igual forma ocupar el puesto 17.º y al torneo siguiente con el mismo equipo que sufrió pocos cambios en su plantilla saliera campeón, sin duda terminó siendo un 2010-2011 para el buen recuerdo de los barineses.

### Recaída (2011 - 2012)
Luego de un gran campeonato, la nómina de ese equipo que enamoró a muchos por su excelente manera de tratar el balón, se vio desmantelado. El estratega campeón José de Jesús Vera, junto a su cuerpo técnico y gran parte de toda la plantilla, deciden no renovar con el equipo y se marchan a otros clubes. El nuevo DT era colombiano, Oscar Gil, de poco recorrido dirigiendo en la Primera División, aunque conocía la Liga, siendo asistente del también neogranadino, Germán González en el ACD Lara. El reto para el nuevo entrenador no era fácil, debía mantener el listón en alto que había dejado su antecesor, además de tener que dirigir la primera participación de Zamora en una Copa Libertadores.
Con un plantel nuevo, la “Furia Llanera” debió batallar en el Apertura 2011 donde solo pudo sumar cinco victorias, ocho empates y cuatro derrotas, sumando 23 puntos en 17 jornadas que terminó de posicionar a Zamora en la octava casilla. En Copa Venezuela el equipo llegó a cuartos de final cayendo eliminados ante Trujillanos, que por año consecutivo, dejaba sin esperanzas al blanquinegro.
El técnico Oscar Gil recibió el respaldo de la directiva, y continuó al frente de la “Furia”. Para inicios de 2012 Barinas se vistió de gala, al recibir la Copa Libertadores por primera vez luego de varios intentos fallidos que realizó aquel recordado Atlético Zamora en el 84 y en la temporada 1990-1991, y el actual Zamora Fútbol Club en 2007. La espera había acabado, el equipo barinés tendría la oportunidad de jugar el torneo más prestigioso del continente. El debut sería el 14 de febrero en “La Carolina” ante el seis veces campeón continental, Boca Juniors. El encuentro finalizó con igualdad a cero goles, lo que sorprendió a la prensa internacional por el parón que le dio el debutante al encopetado club xeneize. Todo pintaba bien en el inicio de Libertadores, pero el equipo fue decayendo su nivel futbolístico, donde cayó derrotado en el resto de sus presentaciones ante Fluminense de Brasil y Arsenal de Sarandí, este último conllevó a la destitución de Oscar Gil como DT, donde solo pudo sumar un punto (en la primera jornada) frente a Boca. El puesto fue rápidamente asumido de manera interina por su asistente técnico, Julio Quintero, quien dirigió el último encuentro de Libertadores en La Bombonera y finalizó dirigiendo las últimas jornadas del torneo venezolano.
Por otro lado el Torneo Clausura fue un trámite, siete triunfos, cuatro empates y seis derrotas que le daban 25 puntos a Zamora para terminar séptimos en la tabla del Clausura y en la general, lo que permitió clasificar al octogonal final. En primera instancia la “Furia Llanera” superó en choques de ida y vuelta al Trujillanos, para luego enfrentar a Monagas Sport Club en busca de un cupo a la Copa Sudamericana. El equipo monaguense ganó en la ida 2-0, mientras que el blanquinegro los venció con el mismo marcador en la vuelta que se disputó el 30 de mayo de 2012 en Barinas. El resultado mando a la definición por la vía de la pena máxima, Monagas anotó los cinco goles, mientras que Zamora erró uno y quedó fuera de la clasificación a la Sudamericana.

### Llegada de Noel Sanvicente y bicampeonato (2012 - 2014)

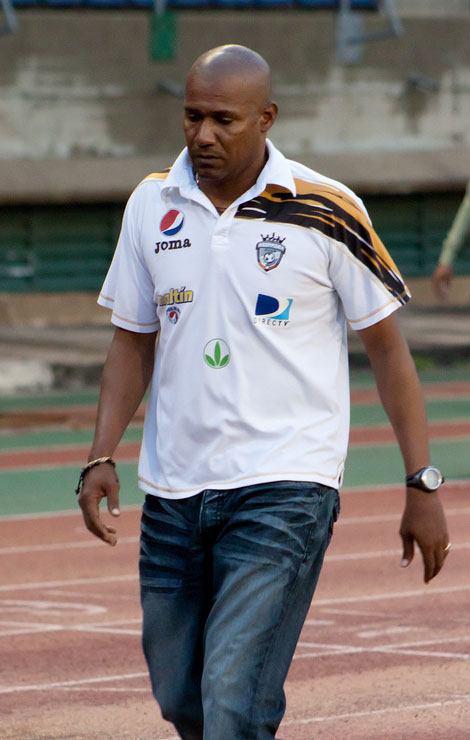
Noel Sanvicente

#### Primera estrella
Tras la destitución del colombiano Oscar Gil, el nuevo estratega llegaba a Barinas. Era el técnico más laureado del país, con 5 títulos, Noel Sanvicente, llegó a reestructurar al blanquinegro desde las categorías menores hasta el equipo de primera. En su primer año alcanzó las semifinales de Copa Venezuela, y estuvo cerca de llevarse el Apertura, que al final terminó ubicando a la “Furia Llanera” en la tercera posición con 47, registrando de esta manera el mejor arranque de temporada en toda la historia de la institución hasta ese momento.
Pocos cambios sufrió el plantel, y el equipo sin muchos jugadores de renombre, apostaban al trabajo, mismo que a finales de mayo les traería una gran alegría. Sanvicente continuó rompiendo récords dentro de un Zamora que conquistó el Clausura 2013, era el segundo torneo corto para el equipo, luego de haberlo obtenido en 2011. La final se jugaría ante el Deportivo Anzoátegui campeón del Apertura 2012. El partido de ida se disputó en Barinas, con empate 1-1 el gol de la “Furia” lo realizó Darío Figueroa desde los doce pasos al minuto 90+1. La vuelta se jugó en Puerto La Cruz, Juan Falcón y el panameño Gabriel Torres fueron los encargados de liquidar el choque que concluyó con victoria para Zamora de 1-2 y así obtener por primera vez el título absoluto de la temporada 2012-2013 y entrar al libro de los inmortales, estampando el nombre de campeón por primera vez en una oncena barinesa.

#### Bicampeonato
Para el Torneo Apertura 2013 los barineses iniciaron con la responsabilidad de defender el título, obteniendo un gran desenlace en las dos competiciones del fútbol venezolano. La ida del panameño Gabriel Torres a la Major League Soccer, pesaba bastante, pero incorporaciones como las de Ricardo Clarke y el surgimiento de Pedrito Ramírez lograron sustituirlo. Llegaron a las semifinales en la Copa Venezuela, donde quedó eliminado a manos del Deportivo Táchira y concluyendo el campeonato de la liga cerca de obtener el título hasta la última fecha, donde cayó derrotado ante Zulia Fútbol Club 1-0. Sin embargo los dirigidos por Noel Sanvicente acumularon 33 puntos para romper su propia marca, impuesta en el Apertura 2012 y plasmar el mejor arranque en la historia para la “Furia Llanera”.
El "Chita" Sanvicente, en el nuevo semestre, afrontaba dos retos importantes. el Torneo Clausura y la Copa Libertadores 2014. Quedó encajado en el grupo 4 junto al vigente-campeón, Atlético Mineiro de Ronaldinho, Independiente Santa Fe de Bogotá y el Club Nacional de Paraguay. Inició en casa ante el conjunto brasileño con el estadio a reventar, el equipo venezolano estuvo a punto de aguantar hasta el final, pero el mundialista Jo Alves anota de cabeza en el 88. A los nueve días, volvería a perder, esta vez en Asunción 1-0. El 12 de marzo le tocaría jugar en casa ante los colombianos y se produciría su primera victoria en torneos internacionales gracias a tantos de Pedro Ramírez y Juan Falcón, descontando el ex-zamorano Jonathan Copete por parte del Santa Fe, quien se rehusó a celebrar el gol. A la semana, llegaría la revancha en Bogotá. Los santafeños se adelantan por medio de su capitán Oscar Pérez, y el encuentro sería remontado gracias a goles de Juan Manuel Falcón; al minuto 88, por desconcentraciones defensivas, llegaría el empate de Independiente. El Zamora tenía altas esperanzas de subir de grupo, estas aumentarían aún más, con la clara victoria 2-0 al Nacional, gracias a los tantos de Falcón y del juvenil Jhon Murillo. El blanquinegro dependía de sí mismo para alcanzar la siguiente fase, pero se enfrentaba al gigante brasileño en su casa, quienes cumplieron y salieron victoriosos por el tanto de Jo efectuado en el minuto 10. Con este resultado, el equipo venezolano dependía de un empate en la otra cancha para alcanzar de ronda. Efectivamente, el Nacional ganaba 2-1 en su feudo, y fue empatado en el minuto 82 por Wilder Medina, sin embargo, a los dos minutos, Silvio Torales anota el decisivo 3-2 para pasar de ronda al conjunto paraguayo dejando de tercer lugar al Zamora Fútbol Club. La Furia Llanera salió con la cara en alto y jugadores como Murillo, Falcón y Ramírez se dieron a conocer en la palestra internacional.
Mientras tanto, en el Torneo Clausura, el Zamora iba sumando puntos con facilidad. No fue hasta la jornada 12, que su rival directo, Mineros de Guayana, le venció en el C.T.E. Cachamay 4-2. Sin embargo, los rivales directos, Mineros, Deportivo Táchira, Trujillanos y Tucanes de Amazonas, no se mantendrían firmes. El Zamora, en la penúltima jornada, tenía nuevamente la oportunidad de coronarse en el Olímpico de Caracas, sin embargo el partido finalizó empatado 2-2, dejando toda la emoción para la última jornada. Zamora, se encontraba con 36 puntos, Táchira y Mineros con 34; en caso de haber un triple empate, se tomaba en cuenta los resultados entre estos equipo: El Mineros sumaba 4 puntos, el Zamora 3 y el Táchira 1, lo que obligaba a ganar al Zamora si el Mineros vencía. Era 11 de mayo y la jornada 17 se jugaba simultáneamente, señalaba que los tachirenses debían enfrentarse al Aragua, quienes cumplieron venciendo 2-1; los guayaneses, hicieron también lo suyo venciendo de visitante al ACD Lara 0-1. Mientras tanto, los barineses se enfrentaban a casa llena a su similar Zulia Fútbol Club. Al minuto 4' marca el Zulia por medio del costarricense Atahualpa González tras una serie de rebotes, pero en el 5', anota el capitán Luis Vargas a través de un zapatazo desde el vértice del área; al minuto remontarían por medio del panameño Ricardo Clarke. En el 41', tras un contraataque, vendría el empate del Zulia mediante el ex-Zamora Herlyn Cuica, quien se negó a celebrar el gol. La sorpresa caía en Barinas, el decimocuarto equipo de la tabla, le estaba complicando las cosas al Zamora. Sin embargo, todo parecía estar tranquilo, el Mineros aún empataba en Barquisimeto, pero no fue hasta el minuto 79 que Angelo Peña marcó el tanto que obligaba al blaquinegro a ganar su respectivo encuentro. Los últimos minutos, el Zamora se zumbó al ataque. En la fracción 92, un lateral de Luis Ovalle cayó en Juan Manuel Falcón, quien estaba de espaldas y pivotea el balón a través de cuatro dominadas al balón en el aire, al voltearse, efectúa una media volea para ingresar así el balón en las redes y darle la victoria y el campeonato del Clausura al Zamora Fútbol Club.
La final de la liga iba a ser contra su máximo contendor durante todo el torneo, el Mineros de Guayana de Richard Páez. El partido de ida se disputaba el 18 de mayo en el Estadio Agustín Tovar. En el primer minuto, Pedro Ramírez hacía estallar de ilusión al público blanquinegro con el primer tanto. En el 4' ocurría la polémica de la final: el lateral izquierdo minerista, Gabriel Cichero, cedió el balón a su arquero Rafael Romo, quien iba a ser marcado por Falcón, el arquero le dice que se detenga porque tenía una molestia en la pierna, el delantero no entendió el mensaje y le quitó con facilidad el esférico para luego rematar con el arco vacío. Tras el gol, casi todo el equipo guayanés fue a atacar a Falcón por no acatar las reglas del juego limpio, hubo diversos encontronazos y tras unos 10 minutos se reanudó el partido. En el 33' el central colombiano Julián Hurtado descontaría el encuentro en un cabezazo. En la fracción 52', un autogol de Rafael Acosta ponía adelante a Zamora. En el 66', una jugada hilvanada por los locales, permitía poner la guinda al pastel por parte de Jhon Murillo y la final de ida acababa 4-1.
Treinta mil, de las cuarenta mil posibles personas, ocuparon el Cachamay que con mucha ilusión esperaba el 3-0 de su equipo. Cabe destacar, que Juan Falcón, quien vistió el color negriazul, fue insultado y abucheado durante todo el partido gracias al inconveniente del partido de ida. En el 37' el Mineros se adelantaba por parte de Alejandro "Lobito" Guerra, quien fue ayudado también por la pifia del arquero Angulo. Al 81' ZamirValoyes, desde el punto penal, aumentaría las esperanzas en Puerto Ordaz. Al final el partido se convertiría en un total desastre. Saldrían expulsados dos jugadores del Mineros, entre ellos el arquero, y Murillo por parte del Zamora gracias a perder tiempo en un tiro de esquina. El partido finalizó y el Zamora logra el bicampeonato.
Tras esta doble gesta del Zamora, la época 'Chita' acabaría, como estaba planeado, Noel Sanvicente al acabar la temporada dirigiría a la Selección Venezolana

#### Zamora da un salto Europeo

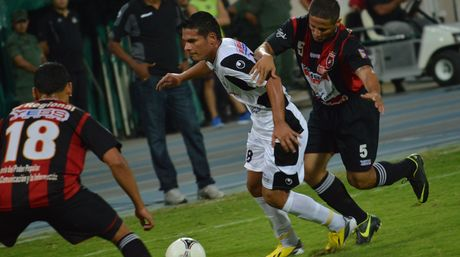
Pedro Ramírez.

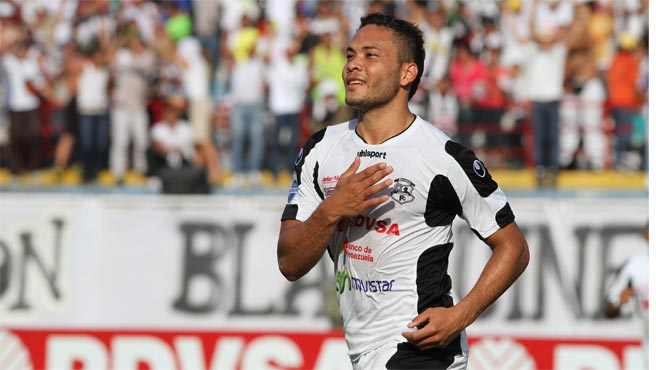
Juan Falcon.

Concluida una temporada de ensueño para la ‘Furia Llanera’ de inmediato empezaron a plasmarse los frutos, ya ante negociaciones previas terminaron confirmándose la venta de dos jugadores al fútbol del Viejo Continente.
El primero de ellos Pedro Ramírez, oriundo del pequeño pueblo de Barrancas, viajó hasta Suiza donde superó sus pruebas médicas y se sumó al FC Sion para la nueva campaña. Convirtiéndose en el primer barinés en jugar en el fútbol de este país y el primer canterano del blanquinegro en ser exportado al fútbol internacional.
El segundo sería Juan Falcón, el portugueseño que llegó de la mano del profesor Noel Sanvicente creció y se convirtió en el máximo artillero del cuadro barinés. Todo esto sumado a la gran actuación que realizó en la  Copa Libertadores de América, despertó el interés de distintos clubes a nivel mundial. Siendo la más atractiva oferta, la del recién ascendido Football Club Metz perteneciente a primera división de Francia; la directiva zamorana viajó junto al delantero y concluyeron su pase para la nueva temporada.
La fanaticada los despidió con mucha tristeza, pero al mismo tiempo con el orgullo de haber sido el club impulsor del talento de este par de grandes jugadores..

### Un nuevo inicio
Tras la vuelta de Clarke a su país y la ida de Ramírez, Falcón y España al Viejo Continente, Tras la amarga despedida, Juvencio Betancourt con un listón muy alto asumió como timonel del cuadro llanero: los resultados no le acompañaron y le dijo adiós prontamente al club. Con esa situación, el barinés Julio Quintero inició una nueva travesía con Zamora, la cual asumió con la premisa de lograr un boleto internacional que, a la postre, terminó llegando.
El Zamora tuvo que afrontar el Torneo Apertura 2014 con altas que no sopesaron el equipo anterior y que fueron dirigidos de la mano de su primer técnico, Julio Quintero . El blanquinegro cuajó un torneo desastroso, estando durante cinco jornadas en el último lugar. Acaba el torneo en la decimosegunda posición a 12 puntos del último y a 14 del primero. Para colmo, en la primera serie de Copa Venezuela es eliminado por el Deportivo Táchira.

### Copa Libertadores 2015
El Zamora F.C. Clasificó al Grupo 5 de la Copa Libertadores 2015 por ser el campeón de la Temporada 2013-14 del fútbol Venezolano donde clasificó al grupo junto a Boca Juniors de Argentina, Montevideo Wanderers de Uruguay, y Palestino de Chile.
Tuvo una mala participación sin poder ganar ningún partido terminando así su participación en el torneo continental.

### Copa Sudamericana 2015
El Zamora F.C. clasificó a la Copa Sudamericana 2015 luego de ser Finalista de la Serie Pre-Sudamericana con mejor puntaje y en la primera fase enfrentó a la Liga de Quito de Ecuador consiguiendo un empate de local y una derrota de visitante, siendo así eliminado de la competencia.

### Adecuación 2015
El Zamora quedó campeón del adecuación 2015, tras vencer en la final de la liguilla 2-1 en el global al Deportivo La Guaira. En ese torneo deslumbró un jugador del conjunto barinés como lo es Yeferson Soteldo.
Denominaciones
| Año  | Nombre             |
| ---- | ------------------ |
| 2002 | Zamora Fútbol Club |

### Copa Libertadores 2019
El Zamora F.C. Clasificó al Grupo E de la Copa Libertadores 2019.
El 25 de abril de 2019 logra su primera victoria en un partido internacional, ganándole a Cerro Porteño de Paraguay por el marcador de 2 a 1. Goles para el Zamora F.C. de Gonzalez y Ramirez, y el descuento de Cerro Porteño lo marco Haedo Valdez.

### Tercera Estrella (2016)
En el Torneo Clausura no sería lo mismo, sin su máximo artillero, se le dificultarían las cosas a Zamora, estuvo invicto las primeras 8 jornadas hasta que en la novena, Zulia FC los volvería a doblegar, desde ahí inician una mala racha de partidos que no favorecían para nada porque no obtendrían la clasificación al octogonal final, mientras en competiciones internacionales. Enfrentaba Barcelona Sporting Club de Ecuador por Copa TOTAL Sudamericana 2016, la ida se jugó en ese mismo país, en Guayaquil, el 10 de agosto de 2016, un Zamora que quería ganar se reflejó en el partido, 1-1 fue el marcador después de que Barcelona empezara ganando los barineses empataran.
La vuelta tuvo parecidos, era jueves, 18 de agosto en una tarde lluviosa en Barinas, los blanquinegros empezarían abajo después de un golazo de Barcelona al minuto 20', los llaneros intentaban pero pasando el minuto 80' era clasificación para los ecuatorianos, hasta que en el 87' un disparo de Blanco, mandaría la llave a la definición por penales.
Empezaba Richard Blanco cobrando el penal que ponía en ventaja a los venezolanos. (1-0)
Oyola disparaba por los ecuatorianos pero sería detenido por Carlos Salazar (1-0)
Luego Luis Vargas adelantaba por un penal que no pudo sacar Banguera (2-0)
Velazco intentaba pero también fue adivinado por Salazar (2-0)
Yeferson Soteldo definía fríamente "a lo panenka", convirtiendo y clasificando a Zamora (3-0)
Finalmente Esterilla erraría, Barcelona se iría eliminado y Zamora a la siguiente fase vs Montevideo Wanderers (3-0)
En la siguiente ronda la ida se jugaba en "La Carolina", 1-0 fue el resultado, igual que en la vuelta en Montevideo, 
donde se vio un Zamora deslucido y desgastado.
Al no clasificar al octogonal final, duró casi 2 meses sin disputar un partido oficial, preparando su partido por la final absoluta.
En el octogonal del Clausura Zulia FC se coronaría campeón del torneo corto y finalista absoluto.
La final absoluta por la estrella era Zamora FC vs Zulia FC, Era un 4 de diciembre de 2016, en el Estadio Agustín Tovar de Barinas, 15.500 espectadores aprox. Se jugaba el partido de ida de la final del Campeonato Nacional 2016, Los equipos saltaron a la cancha vestidos con el uniforme del Chapecoense en honor y solidaridad con las víctimas del trágico accidente.
Los llaneros se enfrentaban a su máximo verdugo durante todo el año, los marabinos empezaron pegando primero al minuto 8 a través de Luciano Guaycochea, luego empataría Cesar Martínez al 39 y en el segundo tiempo al 55, Yordan Osorio conseguía la remontada y el partido para los blanquinegros.
La vuelta y el último partido de la temporada se jugaba en el estadio "Pachencho" Romero de Maracaibo, el 11 de diciembre, una lucha 
llena de emoción se libraría en la región zuliana, los Zulianos anotaron primero y el 2-2 en el global le daba la estrella a Zulia, no sería hasta el minuto 50 que Richard Blanco convirtiera un tanto y metiera a Zamora de nuevo en el partido, tantas fueron las pujas de los barineses que al 58, César "El Mago" concretara la remontada, y le diera la 3.ª Estrella a Barinas en su historia, siendo ya considerado el mejor equipo venezolano en los últimos 5 años a pesar de su corta historia pero siendo parte de la historia deportiva de Venezuela como 3 veces campeón.

### Cuarta Estrella (2018)
En el año 2018 Zamora tuvo un espléndido torneo apertura terminando como segundo en la tabla con 31 PTS clasificando a la liguilla siendo emparejada junto a Estudiantes de Mérida el partido de ida se jugaron el Metropolitano de Mérida y terminaría a favor del Zamora 3-1 con goles de Antonio Romero a los 41',Anthony Uribe a los 55', y Mayker González a los 65' por parte del cuadro rojiblanco descontó Javier Jaramillo a los 77 minutos dejando un gran resultado en la ciudad de Mérida. En el partido de ida el Zamora defendería su casa volviendo a ganar con el mismo resultado eso gracias a los goles de Erickson Gallardo por duplicado 34' y 37'y con gol de Antonio Romero a los 49' del segundo tiempo y por parte de Estudiantes marco Edson Rivas al 38', ganando en el global con un aplastante 6-2 clasificando así a las semifinales donde su rival sería nada más y nada menos que el Caracas.El partido de ida lo ganaría Zamora en un sufrido encuentro que se definió con un gol de Gustavo Rojas a los 59 minutos llevándose un resultado muy positivo para casa.Luego en el partido de vuelta con una buena presencia de público el Zamora haría respetar su casa en un auténtico partidazo que terminaría con resultado favorable 3-2 el partido lo empezó ganando el conjunto Barinés al minuto 3' con el gol de cabeza de Ángel Osorio para desatar la fiesta en la Carolina aunque la alegría duraría poco debido a la rápido reacción de los rojos con gol de Edwin Pernía a los 10 minutos luego se adelantaría nuevamente el Zamora con golazo de Danny Pérez a los 24'ya en la segunda parte marcaría Antonio Romero a los 77' para darle tranquilidad al Zamora prácticamente asegurando la final sobre el final descontaria los rojos por medio de Jesús Arrieta en el 94' pero no sería suficiente Zamora se clasificaría nuevamente a otra final.
La final del torneo apertura Se jugaría ante Mineros de Guayana el equipo que un año antes le quitó la copa Venezuela a Zamora.El partido de ida se jugó en el estadio CTE de Cachamai con muy poco público, el primer tiempo se fue sin goles y sin muchas ocasiones ya para el segundo el partido se tornó entretenido el partido estaba para cualquiera hasta que en el minuto 68' Antonio Romero volvió a batir las redes para la alegría de todos los Barineses pero la alegría no duraría más de 3 minutos debido al empate de mineros por parte de Argenis Gómez a los 71 minutos luego de ay ambos equipos intentaron buscar el gol pero sin mucha precisión para llegar el área los minutos corrieron y el juego terminaría en un empate.
Todo se definía en la Carolina la gente con ansias de ver al Zamora campeón fue a la Carolina provocando un llenazo, con el Agustín Tovar a reventar los equipos pisaron el terreno de juego el partido empezó bastante entretenido con un claro equipo siendo superior pero el Zamora no concretaba las jugadas, comenzando Gustavo Rojas estrellaba el balón en el travesaño, luego lo intentaba nuevamente pero el tiro se iba un poco alto; cerca del final mineros tuvo un cabezazo pero se iba desviado y terminó el partido sin goles. Ya para el segundo tiempo nada cambiaba Zamora intentaba pero no podía Antonio Romero tuvo un mano a mano pero justo cuando remataba lo cruzaron bien y la defensa de mineros detuvo el remate y el partido seguía así con Zamora atacando pero sin concretar hasta que en el minuto 73' Gallardo tras un remate de Antonio Romero que rebotaba en un defensor aprovechaba para definir debajo de las piernas del arquero para la explosión de locura en la Carolina luego de eso Mineros de Guayana intentó empatar pero no lo logró pasarnos los minutos y el árbitro decretaba el final del partido para así el Zamora FC coronarse campeón nuevamente del torneo apertura derrotando a mineros de Guayana 1x0 en una Carolina a reventar así consiguiendo su pase a la libertadores 2019 y obteniendo su segundo torneo apertura.
Luego tras una irregular clausura jugaría la final absoluta por la estrella ante el campeón del clausura deportivo Lara en donde el partido de ida terminaría en empate tras un 1x1 dejando todo por definirse en la Carolina donde el partido de vuelta el conjunto blanquinegro daría un espectáculo de goles derrotando 4x0 al Lara con un triplete de Antonio Romero y un gol de Ángel Osorio sobre el final y de esa forma se coronaría campeón de Venezuela por cuarta vez el equipo Barinés.

## Indumentaria

### Evolución del uniforme
| 2012-2013 | 2013-2014 | 2014 | 2014-2015 | 2015-2016 | 2017 | 2018 |  |

| 2012-2013 | 2013-2014 | 2014 | 2014-2015 | 2015-2016 | 2017-2018 |  |

### Indumentaria y patrocinador
| Período       | Proveedor    |
| ------------- | ------------ |
| 2002-2014     | uhlsport     |
| 2014-2015     | Adidas       |
| 2015-2016     | uhlsport     |
| 2016-2017     | Skyros Sport |
| 2017-2021     | uhlsport     |
| 2022-2024     | RS           |
| 2024-presente | Puma         |

| Período       | Patrocinador   |
| ------------- | -------------- |
| 2014-presente | Pdvsa / DOMOSA |

## Instalaciones

### Estadio Principal

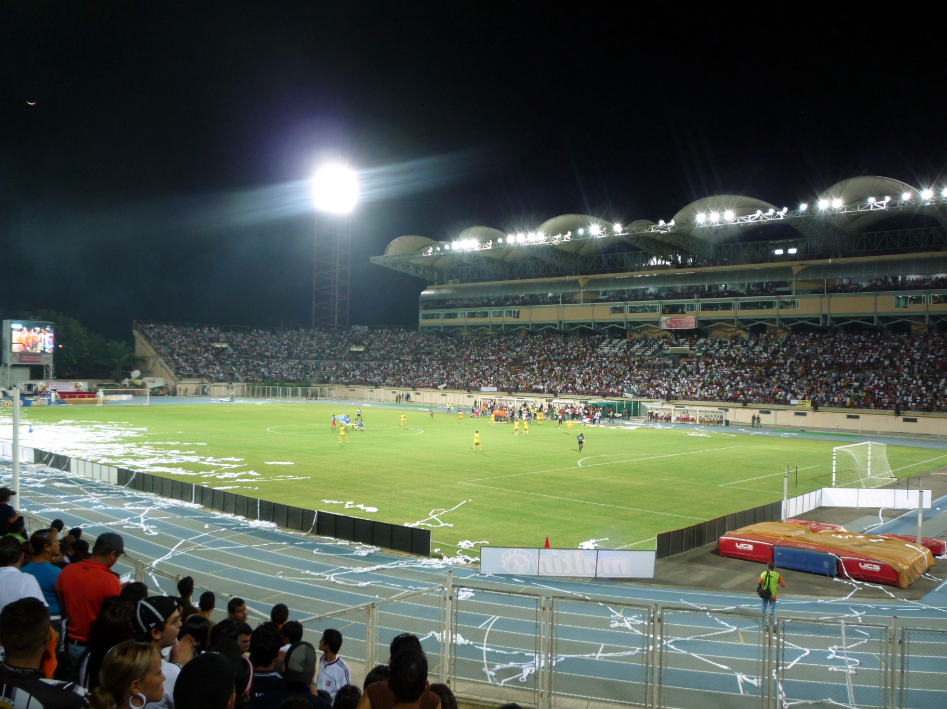
Estadio Agustín Tovar "La Carolina"

El Estadio Agustín Tovar del estado Barinas, más conocido como La Carolina, está ubicado en pleno centro de la ciudad, rodeado de casas bajas y del principal comercio del estado. siendo este construido originalmente bajo el gobierno de Marcos Pérez Jiménez.
La antigua infraestructura, que albergaba a 12 mil espectadores, ha sido objeto de un proceso de remodelación en varias oportunidades, pero a principios del 2006 y con una gran inversión del gobierno nacional, se comenzaron los trabajos de reparación general y ampliación del aforo a más del doble de su capacidad original, esto en cumplimiento de las exigencias de CONMEBOL para adaptar su estructura a eventos internacionales de acuerdo con los parámetros exigidos por la FIFA. El mismo cuenta con: Dos gradas principales de 13 mil espectadores cada una, sala de control antidopaje, boletería, zona vip, pista olímpica, 32 cabinas actas para transmisiones de TV y emisoras, además de una sala para conferencias de prensa y mesas dentro de la tribuna principal para medios escrito. La remodelación fue obra para albergar la Copa América 2007.
Ubicación: Avenida Andrés Varela con Avenida Olímpica, entre calle Cedeño y calle Camejo.
[Tribuna Principal (Av. Andrés Varela), Tribuna Popular (Av. Olímpica), Tablón blanquinegro (Calle Cedeño) y Pantalla electrónica (Calle Camejo)].
La Carolina ha recibido la visita en los últimos años de clubes importantes tanto de Sudamérica como del continente europeo. El seis veces campeón de la Copa Libertadores, Boca Juniors, visitó el estadio donde solo pudo sacar un empate de 0-0 ante Zamora FC en la Libertadores del 2012. El año siguiente, el primer equipo del Málaga C.F. de la liga española visitó La Carolina donde enfrentó a la “Furia Llanera” en partido amistoso correspondiente a la pretemporada que desarrollaban ambas oncenas en suelo barinés. Para la actualidad el actual campeón de la Copa Libertadores 2013, Atlético Mineiro, visitará el feudo zamorano para enfrentar al campeón de Venezuela el Zamora FC, en partido de la Copa Libertadores 2014.
También fue visitado en varias ocasiones por la Selección de fútbol de Venezuela, allí se disputó un partido amistoso en el año 2015 ante la Selección de fútbol de Honduras donde el partido término con victoria para la "Vinotinto" 2 a 1, cuando Noel Sanvicente aún era entrenador.Casi un año más tarde la Selección de fútbol de Chile también visitó el estadio Agustín Tovar pero esta vez por un partido oficial por las eliminatorias Rusia 2018, Venezuela cayó ante Chile 4 a 1 con goles por duplicado de Mauricio Pinilla y Arturo Vidal y por parte de "La Vinotinto" Rómulo Otero fue el encargado de anotar poniendo el primero del encuentro, de esa forma el estadio Agustín Tovar se convirtió en una de las sedes de la Vinotinto en su momento.
Casi seis años después, el martes 28 de enero del 2022 la Selección de fútbol de Bolivia también visitó el estadio Agustín Tovar por un partido oficial por las eliminatorias Catar 2022, donde Venezuela salió ganador ante Bolivia 4 a 1 con triplete de Salomón Rondón y solitario de Darwin Machís y por parte de "La Verde" Bruno Miranda.

### Sede Deportiva Zamora FC
Después del ascenso a Primera División, el conjunto blanquinegro empezó a usar como sede de entrenamientos la cancha del "Complejo Deportivo Fuerte Tavacare" de Barinas, ubicado en la Troncal 5.
El director técnico Noel Sanvicente durante su glorioso paso por Zamora Fútbol Club, expresó su deseo por construir una sede deportiva en la ciudad de Barinas, y luego de conseguir sus primeros dos títulos absolutos, la directiva blanquinegra inició el proceso de construcción, durante el año 2015. El día jueves, 24 de marzo del 2016, el equipo federal estrenó su sede deportiva con su primer entrenamiento, aunque la sede no estaba terminada. En ese momento, el complejo deportivo contaba con dos canchas en su primera fase.
A día de hoy, la sede social deportiva de Zamora FC cuenta con tres canchas de  césped natural, y dos más en construcción en material sintético. También cuenta con torres de iluminación artificial y aún en trabajos, una grada para más de 15 mil personas. Además cuenta con camerinos y salas de rehabilitación. Está planteada la creación de un gimnasio con máquinas especializadas, y oficinas para el área administrativa.
En estas instalaciones entrenan todos los equipos de Zamora FC incluyendo las categorías menores y las divisiones femeniles.

### Estadio Alterno
La cancha alterna de "Fuerte Tavacare" es otra de las sedes de Zamora FC, actualmente el equipo femenino hace de local en este recinto deportivo que cuenta con una tribuna donde la parcialidad blanquinegra puede disfrutar de los partidos de las Guerreras Blanquinegras.

## Rivalidad

### Clásico Llanero
El Clásico Llanero o Clásico del Llano es un partido que reúne a los dos clubes más importantes del región homónima del país, y dos de los más laureados del Futve, el primer partido entre ambos cuadros se jugó oficialemente 1977 por la Primera División, este partido se caracteriza por llevar consigo el condimento histórico de la guerra federal de 1859, el acontecimiento histórico que marcó la historia política del país, cuando se enfrentaron las fuerzas de José Antonio Páez y Ezequiel Zamora, los Rojinegros y Blanquinegros siempre que se enfrentan nos regalan un pedazo de la historia nacional.

### Clásico Andino-Llano
Esta es una de las rivalidades más antiguas del fútbol profesional venezolano, catalogado como Clásico Andino-llano, también catalogado como "Partido de Alto Riesgo" por el fervor de sus parcialidades cada vez que se enfrentan y los últimos acontecimientos entre ambos, por lo tanto esto genera gran tensión entre los cuadros del Deportivo Táchira y el Zamora FC, clubes que han sobresalido en el fútbol venezolano a los largos de su historia, han protagonizando en el ámbito local partidos determinantes. Se han enfrentado una vez en una final por la estrella, dando como ganador a los Aurinegros en una final absoluta en la temporada de Primera División 2010-11.

## Plantilla

### Plantilla y Cuerpo técnico
(*) Jugadores Juveniles, según reglamento del Torneo debe haber al menos 1 jugador nacido en los años 1999, 2000 o 2001 en la alineación titular

## Distinciones Individuales

### Máximos goleadores Históricos
| # | Jugador        | Goles | Partidos | Promedio |
| - | -------------- | ----- | -------- | -------- |
| 1 | Gabriel Torres | 54    | 97       | 0.56     |
| 2 | Juan Falcón    | 43    | 74       | 0.58     |
| 3 | Ricardo Clarke | 31    | 116      | 0.27     |

#### Goleadores en campeonatos nacionales
| Año                                   | Jugador        | Goles |
| ------------------------------------- | -------------- | ----- |
| Primera División de Venezuela 2012/13 | Gabriel Torres | 20    |
| Primera División de Venezuela 2013-14 | Juan Falcón    | 19    |
| Primera División de Venezuela 2016    | Gabriel Torres | 22    |
| Primera División de Venezuela 2018    | Anthony Uribe  | 15    |
| Copa Venezuela 2019                   | Manuel Arteaga | 5     |

### Entrenador del año
- Noel Sanvicente: (Primera División de Venezuela 2012/13)

### Portero del año
- Álvaro Forero: (Primera División de Venezuela 2012/13)

### Jugadores destacados que pasaron por la institución
```
 
Yeferson Soteldo

 
Antonio Romero

 
Gabriel Torres

 
Yordan Osorio

 
Jonathan Copete

 
Ricardo Clark

 
Moisés Galezo

 
Rubén Benítez

 
Jesús Meza

 
Jhon Murillo

 
Juan Falcón

 
Pedro Ramírez

 
Arles Flores

 
Dario Figueroa

 
Luis Vargas

 
Layneker Zafra

 
Christian Makoun

 
Eric Ramírez

 
Richard Blanco

 
Erickson Gallardo

 
Ignacio González Barón

 
Joel Graterol

 
Anthony Uribe

 
Sebastián Mauricio Fernández

 
Manuel Arteaga

 
Luis Ovalle

 
Guillermo Paiva

 
Jorman Aguilar

 
Jovani Welch

 
Lautaro Geminiani

 
Darwin Matheus
```

## Entrenadores
| Período        | Entrenador          |
| -------------- | ------------------- |
| 2002-2005      | Julio Quintero      |
| 2005-2007      | Darío Martínez      |
| 2007           | Nelson Carrero      |
| 2008           | Eduardo Saragó      |
| 2008-2009      | Darío Martínez      |
| 2009-2011      | José de Jesús Vera  |
| 2011-2012      | Oscar Gil           |
| 2012-2014      | Noel Sanvicente     |
| 2014           | Juvencio Betancourt |
| 2014-2015      | Julio Quintero      |
| 2015-2017      | Francesco Stifano   |
| 2017           | Luis Vera           |
| 2017-2019      | Alí Cañas           |
| 2019-2019      | Rubén Benítez       |
| 2020           | José Manuel Rey     |
| 2021-2021      | Marcelo Gómez       |
| 2021-2021      | Alfarabí Romero     |
| 2022           | Noel Sanvicente     |
| 2023           | Francesco Stifano   |
| 2023           | Enrique Maggiolo    |
| 2024           | Alí Cañas           |
| 2025           | Adolfo Monsalve     |
| 2025- Presente | José María Morr     |

## Participaciones internacionales
| Torneo                | Ediciones                           |
| --------------------- | ----------------------------------- |
| Copa Libertadores (6) | 2012, 2014, 2015, 2017, 2019, 2023. |
| Copa Sudamericana (6) | 2007, 2009, 2015, 2016, 2018, 2020. |

### Estadísticas
| Torneo                       | TJ | PJ | PG | PE | PP | GF | GC | DG  | Puntos |
| ---------------------------- | -- | -- | -- | -- | -- | -- | -- | --- | ------ |
| Copa Libertadores de América | 6  | 32 | 3  | 2  | 27 | 22 | 69 | -47 | 11     |
| Copa Sudamericana            | 6  | 14 | 1  | 3  | 10 | 6  | 19 | -13 | 6      |
| Total                        | 12 | 46 | 4  | 5  | 37 | 28 | 88 | -60 | 17     |

- Actualizado a su última participación en la Copa Libertadores 2023 y Copa Sudamericana 2020

## Fanaticada

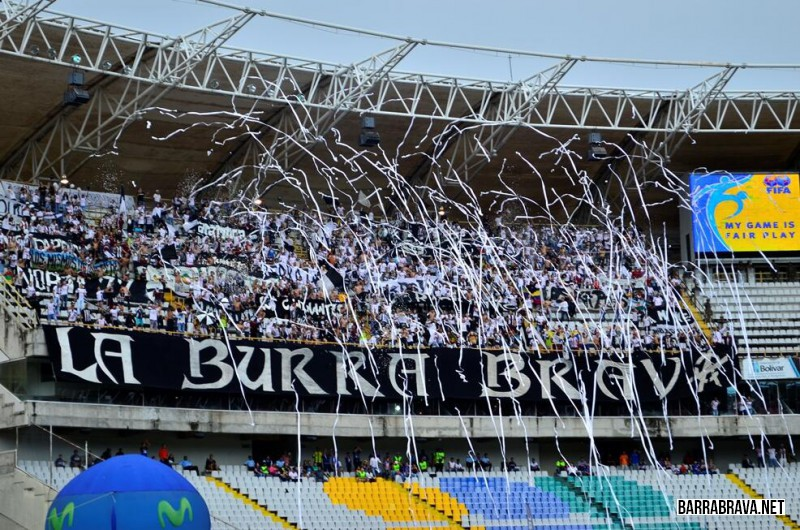
La Burra Brava CTE Cachamay

La Barra Organizada de Zamora F.C se conoce como La Burra Brava  nació en el año 2009 con una mentalidad diferente a las demás barras que habían en la institución, ya que trajo consigo la esencia de las barras bravas del futbol sudamericano, y con la consigna de alentar al blanquinegro juegue donde juegue, diversos medios y periodistas constantemente la ubican entre los tres primeros lugares, junto a Deportivo Táchira y Caracas Fútbol Club debido al éxito que ha tenido el Zamora F.C a nivel deportivo se ha popularizado mucho más por lo cual se ubica constantemente como una de las tres fanaticadas más grandes de Venezuela.

## Palmarés
Nota: Indicador del récord del torneo 
Torneos nacionales (10)
| Competición nacional                | Títulos                      | Subcampeonatos |
| ----------------------------------- | ---------------------------- | -------------- |
| Primera División de Venezuela (4/1) | 2012/13, 2013/14, 2016, 2018 | 2010/11,       |
| Copa Venezuela (1/2)                | 2019                         | 2010, 2017.    |
| Torneo Apertura (2)                 | 2016, 2018.                  |                |
| Torneo Clausura (3)                 | 2011, 2013, 2014             |                |
| Segunda División de Venezuela (0/1) |                              | 2005/06.       |

### Torneos Nacionales
- Campeón Adecuación 2015

## Fútbol femenino
Es un equipo de fútbol profesional Venezolano a nivel femenino y actualmente participa en la Liga Nacional de Fútbol Femenino de Venezuela, liga equivalente a la máxima división del fútbol femenino en Venezuela.